# アップランドサウス

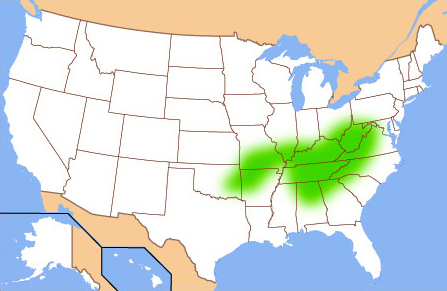
アップランドサウスは地形及び歴史的・文化的経緯により定義されていて、州境により区分されるものではない。この地図はアップランドサウスとして知られているおおよその範囲を示す。

アップランド・サウス（英: Upland South）およびアッパー・サウス（英: Upper South）は、アメリカ合衆国南部において、ローワー・サウスあるいはディープ・サウス（深南部）に対照する地域の呼称である。

## 地理
アップランド・サウスとアッパー・サウスの2つの言葉の使い方には微妙な違いがある。アップランド・サウスは通常地形を元に定義され、概してアパラチア山脈すなわちアパラチアの南部を言う（アパラチア地方委員会によって定義される全体ではないが、オザーク高原とウォシタ山地、およびカンバーランド台地、アレゲニー台地、ナッシュビル盆地およびブルーグラス盆地などのアパラチア山脈とオザーク高原の間の台地、丘陵地および盆地が含まれる）。ピードモント地域南部はしばしばアップランド・サウスの一部と考えられるが、大西洋岸平原（バージニア州の海岸地域およびカロライナのローカントリー）は概して含まれない。
対照的にアッパー・サウスはアメリカ合衆国の州で政治的に定義される傾向がある。この言葉は19世紀初期に遡り、アメリカ合衆国南部の北寄りの地域とはその違いが顕著になったローワー・サウスという言葉とともに使われ始めた。アンテベラム（南北戦争の前）の時代、アッパー・サウスという言葉は概してローワー・サウスの北にある奴隷州の部分を指して使われた。南北戦争の間では、アッパー・サウスは、サムター要塞の戦いがあるまでアメリカ合衆国から脱退しなかった州、具体的にはバージニア州、ノースカロライナ州、テネシー州およびアーカンソー州という遅れてアメリカ連合国に加盟した州を指して使われることが多かった。この定義は今日でも普通に使われているが、アッパー・サウスにおける境界州、すなわちケンタッキー州、ミズーリ州、ウエストバージニア州、メリーランド州およびデラウェア州は含んでいない。今日でもなお、多くの定義が南北戦争時代の政治に基づいているが、それにも拘わらずアッパー・サウスという言葉はしばしばディープ・サウスより北にある南部地方の全てを指して使われている。
エンサイクロペディア・ブリタニカではアッパー・サウスを、ノースカロライナ州、テネシー州、バージニア州、ケンタッキー州およびウエストバージニア州と定義している。アップランド・サウスは州ではなく地形で定義しているが、おおまかに同じ地域を包含している。エンサイクロペディア・ブリタニカではアッパー・サウスもアップランド・サウスも「ヨーマン（自作農）・サウス」と表現され、「プランテーション・サウス」と対照されている。
これら2つの定義はおおまかに同じ地域を対象としている。アップランド・サウスは州境では定義されないが、サウスカロライナ州北西部（いわゆるアップステイト）、ジョージア州北部、アラバマ州北部（ある定義ではアラバマ州中部）およびオクラホマ州東部のようなローワー・サウスにある州の部分を含んでいる。またイリノイ州南部（いわゆるショーニーヒルズ）、インディアナ州南部、ペンシルベニア州の南西部と南中部、およびオハイオ州南部のように北部にある州の部分も含んでいる。時にはミシシッピ州北東部が含まれることもある。同様なやり方で、アップランド・サウスは通常、ミシシッピ湾状地域（アーカンソー州東部、ミズーリ州のブートヒール部、ケンタッキー州の買収地域およびテネシー州西部の一部を含む呼称）、およびノースカロライナ州とバージニア州の海岸低地のようなアッパー・サウスに含まれる州の部分を含んではいない。
このような違いにも拘わらず、アップランド・サウスとアッパー・サウスという2つの言葉は概して同じ地域、すなわちアメリカ合衆国南部の北寄りの地域を指しており、しばしば同義語のように使われている。対照される言葉であるローワー・サウスおよびディープ・サウスも同様に、アップランド・サウスやアッパー・サウスより南にあって、標高の低いほぼ同じ地域を指している。ローワー・サウスとディープ・サウスもしばしばほとんど同じ意味で使われている。

## 歴史と文化
アップランド・サウスは幾つかの重要な点でディープ・サウスとは異なっている。地形の違いだけでなく、その歴史、経済、人口動態および入植の様相において違っている。

### 初期の形態
アップランド・サウスは18世紀終盤から19世紀初めにかけて特徴ある地域として表に出てきた。植民地の海岸部から内陸への移住と入植の様相は何十年にもわたって造り上げられてきたが、18世紀の終わりになってその規模が劇的に拡大した。一般的な様相はバージニア州、ノースカロライナ州およびメリーランド州の低地やピードモント地域から西方への移住であり、またペンシルベニア州からの南西方面への移住であった。ヨーロッパからの大量の移民がフィラデルフィアに到着し、大馬車道（en:Great Wagon Road）を西と南へ向けて入り、大アパラチア渓谷を通過して、アパラチア高原に入った。これらバージニア州とペンシルベニア州からの移民の流れによって、1750年には既にシェナンドー渓谷が十分に開拓されている状態になった。
これら移民の流れはアパラチア山脈を通過して拡がり、アパラチア台地地域を通って西方にオザーク高原やウォシタ山地に入り、最終的にテキサス丘陵地帯への入植にまで導かれた。これら初期の開拓者の主な民族は、イギリス人、スコットランド人、スコットランド系アイルランド人およびドイツ人であった。アップランド・サウスの初期文化は他のヨーロッパ系民族にも影響を受けた。例えば、ニュースウェーデンのスウェーデン人やフィンランド人であり、比較的少数ではあったが、ドイツ人やスコットランド系アイルランド人が到着するまえにペンシルベニア州を開拓しており、丸太小屋や丸太を割って作ったジグザグのフェンスのような森林で生活する技術、および樹木の環状剥皮や焼き畑を使って森林を一時的な農作地や牧草地に変える移動耕作の方法を伝えた。
アパラチア山脈の麓の丘陵で始まった入植の様相は、西部の山岳地や高原、さらにミシシッピ川を越えてオザーク高原地域でも受け継がれて拡がった。そこでは先住民族の攻撃という危険性があったので、人々は初め、集合した基地「ステーション」に入植したが、危険性が減少すると田舎に分散し親類縁者で固まるという傾向になり、比較的町や都市は少なかった。アップランド・サウスの初期開拓者は小規模の農作、家畜の飼育および狩猟を行う傾向があった。アップランド・サウスのこの入植形態はディープ・サウスや中西部とは明らかに異なっていた。

### 隣接地との違い
ディープ・サウスは概して歴史的に綿花との結びつきがあった。1850年までに、「コットン州」という言葉が通常に使われ、ディープ・サウスとアップランド・サウスの間の違いが認識された。重要な相違点は、ディープ・サウスのプランテーションスタイルによる換金作物農業（主に綿花、米、砂糖）であり、大規模農園で働くアフリカ系アメリカ人奴隷を使い、プランテーション所有者は町や都市に住む傾向があるという形態だった。このプランテーション農業のしくみは当初西インド諸島で開発され、サウスカロライナ州やルイジアナ州に導入され、そこからディープ・サウス中に広まった。ただし、土地の事情によってそのような仕組みを使えないという例外はあった。町と田舎がはっきり分かれていること、少数の換金作物を集中して使うこと、および奴隷人口の高い比率という要素は全てアップランド・サウスと対照的であった。バージニア州やその周辺地域はアップランド・サウスやディープ・サウスの双方とも異なる特徴があった。その歴史は西インド諸島のプランテーションに遡り、初めからタバコが換金作物であり、アフリカ人奴隷を広く使うようになったが、町や都市の早くからの増殖という点など、ディープ・サウスの多くの特性とは異なるものを持っていた。
奴隷の使い方が異なっていた結果として、アップランド・サウスとディープ・サウスの境界は、今日でもなおアフリカ系アメリカ人の人口比率を表す地図を見れば明らかである。ブラックベルトという言葉は当初綿花栽培に特に適したアラバマ州の黒い土壌地域（アラバマ州のブラックベルト）を指して使われたが、今日ではアフリカ系アメリカ人の人口比率が高い南部地域を指して使うのが普通になってきた。対照的にアップランド・サウスは当初から奴隷制との関わりが少なかった。
さらに、ディープ・サウスのコットン・ベルトはインディアン（主に、チェロキー族、クリーク族、チカソー族、チョクトー族およびセミノール族のいわゆる文明化五部族）に支配されており、十分な力を保有して辺境の開拓者が入ってくることからその地域を守っていた。ディープ・サウスの綿花ブームは、インディアン達が19世紀初めに西部に強制移住させられるまでは起こらなかった。対照的に、アップランド・サウス、特にケンタッキー州とテネシー州は18世紀遅くにインディアンの抵抗と辺境開拓の現場であった。かくしてディープ・サウスの大部分で全体にわたる植民が行われる前に、アップランド・サウスでは既に植民が行われ、特別の開拓の様態が出来上がっていた。
アップランド・サウスと、南部大西洋岸やコットン・ベルトの低地との違いはしばしば、州内で地域間の緊張関係や紛争に繋がった。例えば、18世紀遅くに、ノースカロライナ州やサウスカロライナ州の高地「へき地」では人口が増大し、これら地域のアップランド南部人の数が、古くからあり、生活も安定し、富裕な海岸地域の人口を上回った。ある場合には、ノースカロライナ州の「世直しの戦争」のように2つの地域の紛争が戦闘沙汰になった。後には類似した経過を辿って西部の州でも人口の偏りが起こった。例えば、アラバマ州北部ではテネシー州から来たアップランド南部人によって開拓され、一方アラバマ州南部はディープ・サウスの綿花ブームで中核地域の一つであった。南北戦争の間、アップランド・サウスの幾つかの地域はアメリカ連合国に対する抵抗で注目された。バージニア州西部の高地は結果としてウエストバージニア州になったが、新州の半分の郡はむしろアメリカ合衆国からの脱退を主張する者であり、戦争の期間を通じてゲリラ活動が続いた。ケンタッキー州とミズーリ州は北軍に留まったが、内部抗争で疲弊した。テネシー州東部のアパラチア山脈南部地域およびアラバマ州北部とジョージア州北部の一部は住民が北部寄りの感情を抱いていることで広く注目された。

### 今日のアップランド・サウス
アップランド・サウスにはその地域の中に小区分がある。ナッシュビル盆地やブルーグラス盆地の肥沃な低地では、19世紀に金融や商業の中心に成長するナッシュビル、レキシントン、ルイビルおよびシンシナティのような真に都市型の市が興ってきた。そこは、銀行家、弁護士および政治家を含みアップランド南部人のエリート階級の拠点となっている。しかし、アップランド・サウスの大半は性格的に田舎のままである。
アップランド・サウスは歴史的に大変な田舎であったが、アメリカ合衆国でも早期の工業地域の一つとなり、今日でも続いている。石炭、鉄鉱石、銅やその他鉱物の採掘は開拓初期から地域経済の一部であった。鉱業や冶金業の重要さはピジョンフォージやブルーマリー（ブルーマリーは精錬炉の一形態）のような多くの町の名に表されており、アップランド・サウス中に拡がっている。
製材業もアップランド・サウス経済の重要な部分であった。19世紀終わりから20世紀初めに鉄道で大規模な製材産業が可能となり、この地区はアメリカ合衆国でも主要な木材産地となった。今日、アップランド・サウスの森林の重要性は、数多ある森林の中でも、テネシー州のチェロキー国営森林、ノースカロライナ州のナンタハラ国営森林およびケンタッキー州のダニエル・ブーン国営森林など多くの国営森林に見ることが出来る。アップランド・サウスの地形と森林は、その歴史や文化と共に、通常中西部やディープ・サウスと関連づけられる州の部分に発生している。これらの地域は国営森林、例えばイリノイ州南部のショーニー国営森林、インディアナ州南部のフーシア国営森林、オハイオ州南東部のウェイン国営森林、アラバマ州北部のウィリアム・B・バンクヘッド国営森林、ジョージア州北部のチャタフーチー・オコニー国営森林、サウスカロライナ州のサムター国営森林およびアーカンソー州とオクラホマ州のウォシト国営森林ともしばしば関連づけられている。
繊維工場や繊維産業はディープ・サウスでの綿花ブームの時以来、アップランド・サウス経済の重要な要素となってきた。
今日、アップランド・サウスには多様な人々がおり、経済がある。シェナンドー渓谷のような地域ではその田園の質で有名となり、テネシー渓谷のような地域では工業化が進んでいる。テネシー州ノックスビルやアラバマ州ハンツビルはどちらも工業と科学研究の中心となっている。